# Sassari
Sassari (sasarski: Sàssari, sardinski: Thàthari) je grad i općina (comune) u pokrajini Sassariju u regiji Sardiniji, Italija. Nalazi se na nadmorskoj visini od 225 metara i ima 127 567 stanovnika.
 Prostire se na 547,04 km². Gustoća naseljenosti je 233 st/km².
Susjedne općine su: Alghero, Muros, Olmedo, Osilo, Ossi, Porto Torres, Sennori, Sorso, Stintino, Tissi, Uri i Usini.